# Giro del Trentino 1989
Il Giro del Trentino 1989, tredicesima edizione della corsa, si svolse dall'8 al 10 maggio su un percorso di 601 km ripartiti in 3 tappe, con partenza a Riva del Garda e arrivo ad Arco. Fu vinto dall'italiano Mauro Antonio Santaromita della Pepsi Cola-Alba Cucine davanti ai suoi connazionali Claudio Chiappucci e Luca Gelfi.

## Tappe
| Tappa  | Data      | Percorso                    | km  | Vincitore di tappa | Leader cl. generale       |
| ------ | --------- | --------------------------- | --- | ------------------ | ------------------------- |
| 1ª     | 8 maggio  | Riva del Garda > Pellizzano | 183 | Angelo Canzonieri  | Angelo Canzonieri         |
| 2ª     | 9 maggio  | Pellizzano > Rovereto       | 193 | Stefano Tomasini   | Stefano Tomasini          |
| 3ª     | 10 maggio | Rovereto > Arco             | 225 | Marco Saligari     | Mauro Antonio Santaromita |
| Totale | Totale    | Totale                      | 601 |                    |                           |

## Dettagli delle tappe

### 1ª tappa
- 8 maggio: Riva del Garda > Pellizzano – 183 km

| Pos. | Corridore         | Squadra    | Tempo    |
| ---- | ----------------- | ---------- | -------- |
| 1    | Angelo Canzonieri | Pepsi Cola | 4h31'21" |
| 2    | Emanuele Bombini  | Gewiss     | s.t.     |
| 3    | Darius Kaiser     | Stuttgart  | s.t.     |

| Pos. | Corridore         | Squadra    | Tempo |
| ---- | ----------------- | ---------- | ----- |
| 1    | Angelo Canzonieri | Pepsi Cola |       |

### 2ª tappa
- 9 maggio: Pellizzano > Rovereto – 193 km

| Pos. | Corridore        | Squadra    | Tempo    |
| ---- | ---------------- | ---------- | -------- |
| 1    | Stefano Tomasini | Pepsi Cola | 4h39'35" |
| 2    | Emanuele Bombini | Gewiss     | a 1'59"  |
| 3    | Andrea Chiurato  | Polli      | a 2'12"  |

| Pos. | Corridore        | Squadra    | Tempo |
| ---- | ---------------- | ---------- | ----- |
| 1    | Stefano Tomasini | Pepsi Cola |       |

### 3ª tappa
- 10 maggio: Rovereto > Arco – 225 km

| Pos. | Corridore      | Squadra     | Tempo    |
| ---- | -------------- | ----------- | -------- |
| 1    | Marco Saligari | Ariostea    | 5h26'02" |
| 2    | Luca Gelfi     | Del Tongo   | s.t.     |
| 3    | Daniele Pizzol | Malvor-Sidi | s.t.     |

| Pos. | Corridore                 | Squadra    | Tempo     |
| ---- | ------------------------- | ---------- | --------- |
| 1    | Mauro Antonio Santaromita | Pepsi Cola | 14h40'16" |
| 2    | Claudio Chiappucci        | Carrera    | a 43"     |
| 3    | Luca Gelfi                | Del Tongo  | a 58"     |

## Classifiche finali

### Classifica generale
| Pos. | Corridore                 | Squadra                   | Tempo     |
| ---- | ------------------------- | ------------------------- | --------- |
| 1    | Mauro Antonio Santaromita | Pepsi Cola-Alba Cucine    | 14h40'16" |
| 2    | Claudio Chiappucci        | Carrera-Vagabond          | a 43"     |
| 3    | Luca Gelfi                | Del Tongo-Mele Val di Non | a 58"     |
| 4    | Francesco Cesarini        | Ariostea                  | a 1'34"   |
| 5    | Massimiliano Lelli        | Atala-Campagnolo          | a 2'33"   |
| 6    | Marco Zen                 | Del Tongo-Mele Val di Non | a 2'49"   |
| 7    | Marco Saligari            | Ariostea                  | a 3'06"   |
| 8    | Daniele Pizzol            | Malvor-Sidi               | a 6'13"   |
| 9    | Stefano Giuliani          | Jolly Componibili-Club 88 | a 8'26"   |
| 10   | Salvatore Cavallaro       | Seur                      | a 10'13"  |